# ポール＝サリュー (ハイチ)
ポール＝サリュー（仏: Port-Salut, ハイチ語: Pòsali, ポーサリー）はハイチ南西部南県のコミーン。チビウォン半島の南端部、レカイの南西約23kmにある。人口は19,098人（2015年推計）。元大統領ジャン＝ベルトラン・アリスティドは1953年にここで生まれた。 

## 脚註
1. 1 2  “Haiti: administrative units, extended”.   geoHive. 2016年10月5日時点のオリジナルよりアーカイブ。2023年11月14日閲覧。

座標: 北緯18度4分 西経73度55分 / 北緯18.067度 西経73.917度